# Juhászi
Juhászi (1899-ig Ovcsárszko, szlovákul Ovčiarsko) község Szlovákiában, a Zsolnai kerület Zsolnai járásában.

## Fekvése
Zsolnától 7 km-re nyugatra fekszik, a Sztrázsó hegycsoport északi előterében.

## Története
A község területén már a korai bronzkorban is éltek emberek. A lausitzi és a puhói kultúra népének települését és temetőjét tárták itt fel.
1289-ben említik először „Olcharzk” néven. Magyar neve a szlovák név tükörfordítása. 1402-ben „Ovcsarszko”, 1469-ben „Owcharczko”, 1519-ben „Owcharczkow” alakban szerepel a forrásokban. Történelme korai szakaszában a hricsói váruradalom, később a Kozsár és a Dohnányi család birtokában volt. 1598-ban 19 ház állt a községben. 1720-ban 15 adózója volt. 1784-ben 26 házában 31 családban 174 lakos élt.
A 18. század végén Vályi András így ír róla: „OVCSÁRSZKO. Tót falu Trentsén Várm. földes Urai több Uraságok, lakosai katolikusok, fekszik Alsó Hricsónak szomszédságában, mellynek filiája, ’s határja is hozzá hasonlító.”
1828-ban 29 háza és 271 lakosa volt, akik mezőgazdasággal és állattartással foglalkoztak.
Fényes Elek 1851-ben kiadott geográfiai szótárában így ír a faluról: „Ovcsárszko, tót falu, Trencsén vmegyében, Hricsóhoz közel: 253 kath., 7 evang., 4 zsidó lak., sovány, hegyes határral. F. u. többen. Ut. p. Zsolna.”
Trianonig Trencsén vármegye Vágbesztercei járásához tartozott.

## Népessége
| Év:            | 1994. | 2004.    | 2014.    | 2024.    |
| -------------- | ----- | -------- | -------- | -------- |
| Emberek száma: | 423   | 483      | 621      | 744      |
| Eltérés:       |       | +14,18 % | +28,57 % | +19,80 % |

| Év:            | 2023. | 2024.   |
| -------------- | ----- | ------- |
| Emberek száma: | 735   | 744     |
| Eltérés:       |       | +1,22 % |

1910-ben 223, túlnyomórészt szlovák lakosa volt.
2001-ben 456 lakosából 453 szlovák volt.
2011-ben 555 lakosából 529 szlovák volt.